# Ouville-la-Bien-Tournée
Ouville-la-Bien-Tournée település Franciaországban, Calvados megyében. Lakosainak száma 257 fő (2018. január 1.). Ouville-la-Bien-Tournée Bretteville-sur-Dives, Magny-la-Campagne, Le Mesnil-Mauger, Percy-en-Auge és Thiéville községekkel határos.

## Népesség
A település népességének változása:
| Lakosok száma | 240  | 218  | 209  | 243  | 241  | 219  | 235  | 245  | 263  | 257  |
|               | 1968 | 1975 | 1982 | 1990 | 1999 | 2011 | 2013 | 2015 | 2017 | 2018 |